# Província de Sud Carangas

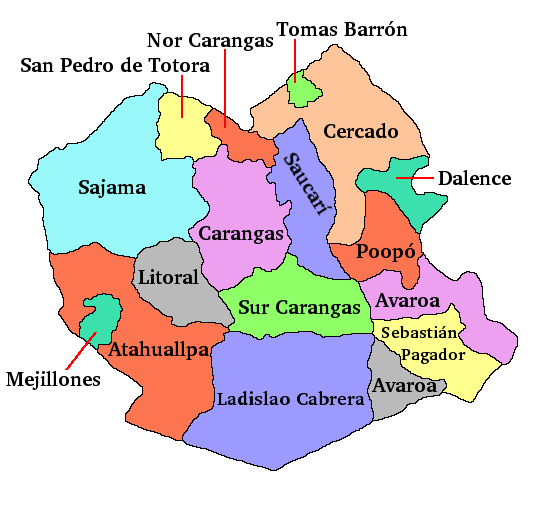
Les províncies del Departament d'Oruro.

La província de Sud Carangas és una de les 16 províncies del Departament d'Oruro, a Bolívia. La seva capital és Andamarca.